# Дом Харкортен
Дом Харкортен (нем. Haus Harkorten) — особняк в районе Вестербауэр вестфальского города Хаген, построенный во второй половине XVIII века и являвшийся фамильной резиденцией семьи Харкортен; ансамбль состоит из нескольких зданий, раньше располагавшихся в нескольких сотнях метров от фабрики, принадлежавшей Харкортенам; комплекс является памятником архитектуры.

## История и описание
Комплекс зданий на северной окраине бывшей общины Вестербауэр, известный как «Дом Харкортен», состоит из нескольких строений: (1) бывшей усадьбы, построенной во второй половине XVIII века (в 1756—1757 годах) в стиле рококо; (2) хозяйственной постройки, возведённой в XVII веке; (3) многоэтажного склада-амбара 1705 года, который также отчасти использовался как жилое здание. «Backhaus» XVIII века был снесен в 2013 году. Основная вилла представляет собой двухэтажное фахверковое здание на каменном основании с «ломанной» шатровой крышей, на которой со стороны входа имеется люкарна. Крупные барочные окна и резной портал являются характерными особенностями здания.
Весь комплекс раньше располагался в нескольких сотнях метров от фабрики, принадлежавшей Харкортенам — сегодня от неё осталось лишь несколько фрагментов зданий. В 2014 году дом, находившийся в многолетнем запустении и требовавший ремонта, был продан частному инвестору. В 2016 году, в рамках специальной программы охраны памятников, федеральное правительство Германии утвердило выделение 240 000 евро — средства были выделены на предотвращение дальнейшего разрушение здания (включая ремонт крыши) и разработку концепции для его будущего использования.

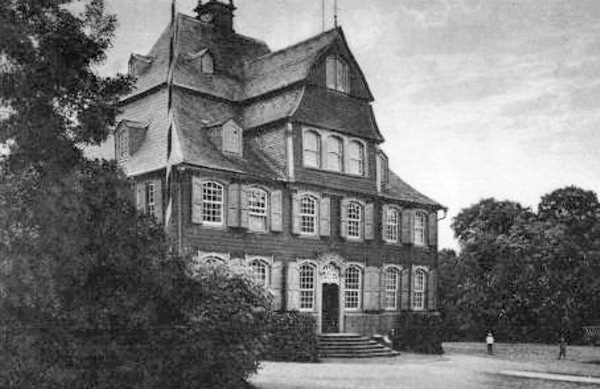
Дом Харкортен в 1915 году